# كوشة (السودان)
كوشة هي قرية تقع في منطقة السكوت بين قرية جنس جنوباً وقرية مفركة شمالاً ويحدها النيل من الغرب وصحراء العتمور من الشرق أقصى امتداد لها من الشمال إلى الجنوب 3 كلم ومن الغرب إلى الشرق كلم واحد.

## أقرب المدن
أقرب مدينة لكوشة هي مدينة عبري جنوب القرية بـ 17.5كلم، ومدينة وادي حلفا شمال القرية بـ 135كلم.

## النشاط السكاني
كل سكان القرية مسلمون يوجد في القرية 97منزلاً، ومتوسط الأفراد أربعة أشخاص في المنزل الواحد.
الزراعة
بسبب قربها من النيل يزرع معظم السكان القمح والفول المصري والتركي والخضروات وبعض الفواكه.
الرعي
يرعى الكثير من سكان القرية في جروف النيل ووديان القرية العديدة، ومن الحيوانات التي ترعى الضأن، والماعز، والقليل يرعى الإبل.
التجارة
توجد شريحة صغيرة من السكان تتاجر في سوق مدينة عبري القريب من القرية وذلك أيام السبت والإثنين والخميس.

## التعليم
مدرسة كوشة الأساسية
يبلغ طولها 54 متراً وعرضها كذلك، فيه 9 فصول للدراسة من الصف الأول إلى الخامس وغرفتين للمعلمين،.
- المعلمون: 12تقريباً
- الطلاب: فوق الستين ودون المئة.
- الافتتاح: 1969م تقريباً.
- الموقع: جنوب قرية كوشة، حي كوشة.

## الأماكن التاريخية
- الهرم الإنجليزي، وهو بارتفاع خمسة أمتار، ويقع فوق هضبة قرب وادي جندقر.
- السوق القديم، وقد كان السوق الرئيسي في منطقة السكوت قبل سوق مدينة عبري.
- مكتب البريد: الذي تم افتتاحه في 15ربيع الأول 1406هـ

## الوديان

### وادي حمدين
وهو أطول وادٍ في منطقة السكوت في الولاية الشمالية من السودان.

#### الطول
30كلم، ينقسم في كلم له إلى واديين هما حمدين الأصغر وقدام نركي.

#### أقصى عرض
1.6كلم.

### وادي قدام نركي

#### الطول
1.2كلم، وهو الودي المنقسم عن حمدين الأكبر.

#### أقصى عرض
0.12كلم. (116 كلم).

### وادي جندقر

#### الطول
16.7كلم، وله روافد فوق الخمسين أطولها يصل إلى 4.5كلم، ولكل رافد منها فوق العشرة روافد -0.5كلم تقريباً- (الطول المتوسط).

#### أقصى عرض
0.26كلم. (262م).

## المصدر
- القرى النوبية، للدائرة الجغرافية بعبري

1. ↑  "معلومات عن كوشة (قرية) على موقع geonames.org". geonames.org. مؤرشف من الأصل في 2020-02-28.